# Веселов, Василий Иванович
Василий Иванович Веселов (1910—1943) — сержант Рабоче-крестьянской Красной Армии, участник Великой Отечественной войны, Герой Советского Союза (1944).

## Биография
Василий Веселов родился в 1910 году в деревне Нечайково (ныне — Антроповский район Костромской области) в крестьянской семье. В возрасте девяти лет остался без родителей, был беспризорником. В Петрограде был задержан сотрудником милиции и отправлен в детский дом в Иваново. Окончил семь классов школы, после чего работал учеником, затем помощником мастера на фабрике «Красная Талка». Служил в Рабоче-крестьянской Красной Армии, после демобилизации вернулся на фабрику, был мастером цеха. В августе 1942 года Веселов повторно был призван на службу в армию Ленинским районным военным комиссариатом Иваново. С октября того же года — на фронтах Великой Отечественной войны. Участвовал в Сталинградской битве, был награждён орденом Отечественной войны 1-й степени. К сентябрю 1943 года гвардии сержант Василий Веселов командовал отделением 28-го гвардейского отдельного сапёрного батальона 25-й гвардейской стрелковой дивизии 6-й армии Юго-Западного фронта. Отличился во время битвы за Днепр.
В ночь с 25 на 26 сентября 1943 года Веселов с группой сапёров одним из первых переправился через Днепр в районе села Войсковое Солонянского района Днепропетровской области Украинской ССР. Сапёры помогли пехотинцам отбить несколько вражеских контратак. Отбросив противника, они заминировали подступы к высадившимся на плацдарм на западном берегу реки бойцам, но при этом все погибли. Действия Веселова и его сапёров позволили успешно удержать плацдарм. Похоронен в селе Васильевка-на-Днепре Синельниковского района той же области.
Указом Президиума Верховного Совета СССР от 19 марта 1944 года за «образцовое выполнение боевых заданий командования на фронте борьбы с немецкими захватчиками и проявленные при этом мужество и героизм» гвардии сержант Василий Веселов посмертно был удостоен высокого звания Героя Советского Союза. Также был награждён орденом Ленина.